# Mauritskazerne
De Mauritskazerne is een voormalige infanteriekazerne in de Gelderse plaats Ede. Hij maakte tot eind 2010 deel uit van het kazernecomplex Prins Mauritskazerne, waartoe ook de Van Essenkazerne, Johan Willem Frisokazerne, Arthur Koolkazerne en P.L. Bergansiuskazerne behoorden. Het hoofdgebouw van de kazerne is gebouwd in neorenaissance-stijl. Architect is waarschijnlijk kapitein eerstaanwezend ingenieur Van Stolk. Het gebouw is van het zogenaamde lineaire type met achtervleugels. Het is een rijksmonument.

## Geschiedenis
De Mauritskazerne werd net als de ernaast gelegen Johan Willem Frisokazerne (JWF-kazerne) gebouwd in 1904. In 1906 werd het de verblijfplaats van het 11e Regiment Infanterie (in 1913 omgenummerd tot 22 RI). Tot 1934 werd de kazerne overigens Infanteriekazerne I genoemd en de JWF-kazerne Infanteriekazerne II. In dat jaar werden de kazernes genoemd naar de prinsen Maurits van Oranje en Johan Willem Friso van Nassau-Dietz.
Tijdens de mobilisaties voorafgaand aan de beide Wereldoorlogen kwamen uit het hele land militairen naar Ede. Voorafgaand aan de Tweede Wereldoorlog verrees achter de Mauritskazerne een enorm tentenkamp, omdat niet alle soldaten in de kazerne konden worden ondergebracht. Tijdens de Tweede Wereldoorlog werd de kazerne gebruikt door de Duitse bezetter en werd de kazerne samen met de JWF-kazerne omgedoopt tot Kommodore Bonte Kaserne. Na de Tweede Wereldoorlog was het een tijdelijk onderkomen voor de Canadese bevrijder en hierna kwam in 1946 de opleiding voor gewondenverzorgers, die uitgezonden zouden worden naar Nederlands-Indië, naar de Mauritskazerne. In de jaren 50 was de Lucht Afweer School (LuAS) in de JWF-kazerne en de Mauritskazerne gevestigd. Later werd op de kazerne de zogenaamde Stingerbol gebouwd. Dit was een simulator om te oefenen met het Stingerraketsysteem. Daarnaast werd ook gebruikgemaakt van PRTL's en 40L70G-luchtdoelkanonnen. In 1983 werd de Mauritskazerne met vier andere kazernes samengevoegd tot het Kazernecomplex Ede-West, dat in 1994 de naam Prins Mauritskazerne kreeg. In 2006 verhuisde de luchtdoelartillerie naar luchtmachtbasis De Peel.

### Herbestemming
Op 1 januari 2011 heeft Defensie de Mauritskazerne samen met de zes andere Edese kazernes overgedragen aan de gemeente Ede. De kazerneterreinen werden opgenomen in het woningbouwproject "Veluwse Poort". De kazernegebouwen die zijn aangemerkt als rijksmonument krijgen een prominente plaats in de nieuwe wijk Veluwse Poort, waarbij ze een herinnering vormen aan het militaire verleden van Ede. De Mauritskazerne is na de herbestemming omgevormd tot een vergader- en evenementenlocatie rond het thema voedsel.